# Protoschizomus rowlandi
Protoschizomus rowlandi är en spindeldjursart som beskrevs av James Cokendolpher och Paul Reddell 1992. Protoschizomus rowlandi ingår i släktet Protoschizomus och familjen Protoschizomidae. Inga underarter finns listade i Catalogue of Life.